# Coconuco
I Coconuco sono un gruppo etnico indigeno della Colombia, con una popolazione stimata di circa 6141 persone. Questo gruppo etnico è per la maggior parte di fede animista.
Vivono nel dipartimento di Cauca. Sono collegati ad un altro gruppo indigeno delle Ande, i Páez. La lingua Coconuco sembra essersi estinta perché non è più parlata da diverse generazioni, sostituita con lo spagnolo.